# 鹽谷郡
鹽谷郡（日语：／ Shioya gub */?）是栃木縣的一郡。人口 57,656人、面積 946.53km²。（2003年）
現轄有以下2町。
- 鹽谷町
- 高根澤町